# Elachistocleis
Elachistocleis is een geslacht van kikkers uit de familie smalbekkikkers (Microhylidae). De groep werd voor het eerst wetenschappelijk beschreven door Hampton Wildman Parker in 1927. Oorspronkelijk werd de wetenschappelijke naam Engystoma gebruikt.
Er zijn zeventien soorten, incusief de pas in 2013 beschreven soort Elachistocleis haroi. Alle soorten komen voor in delen van Zuid-Amerika en leven in de landen Bolivia, Brazilië, Colombia, Paraguay en Uruguay.

## Taxonomie
Geslacht Elachistocleis
- Soort Elachistocleis bicolor
- Soort Elachistocleis bumbameuboi
- Soort Elachistocleis carvalhoi
- Soort Elachistocleis cesarii
- Soort Elachistocleis erythrogaster
- Soort Elachistocleis haroi
- Soort Elachistocleis helianneae
- Soort Elachistocleis magnus
- Soort Elachistocleis matogrosso
- Soort Elachistocleis muiraquitan
- Soort Elachistocleis ovalis
- Soort Elachistocleis panamensis
- Soort Elachistocleis pearsei
- Soort Elachistocleis piauiensis
- Soort Elachistocleis skotogaster
- Soort Elachistocleis surinamensis
- Soort Elachistocleis surumu

Chiasmocleis · 
Ctenophryne · 
Dasypops · 
Dermatonotus · 
Elachistocleis · 
Gastrophryne · 
Hamptophryne · 
Hypopachus · 
Nelsonophryne